# Belval (Ardenas)
Belval é uma comuna francesa na região administrativa de Grande Leste, no departamento das Ardenas. Estende-se por uma área de 4,94 km². Em 2010 a comuna tinha 228 habitantes (densidade: 46,2 hab./km²).